# Ingrid Siess-Scherz

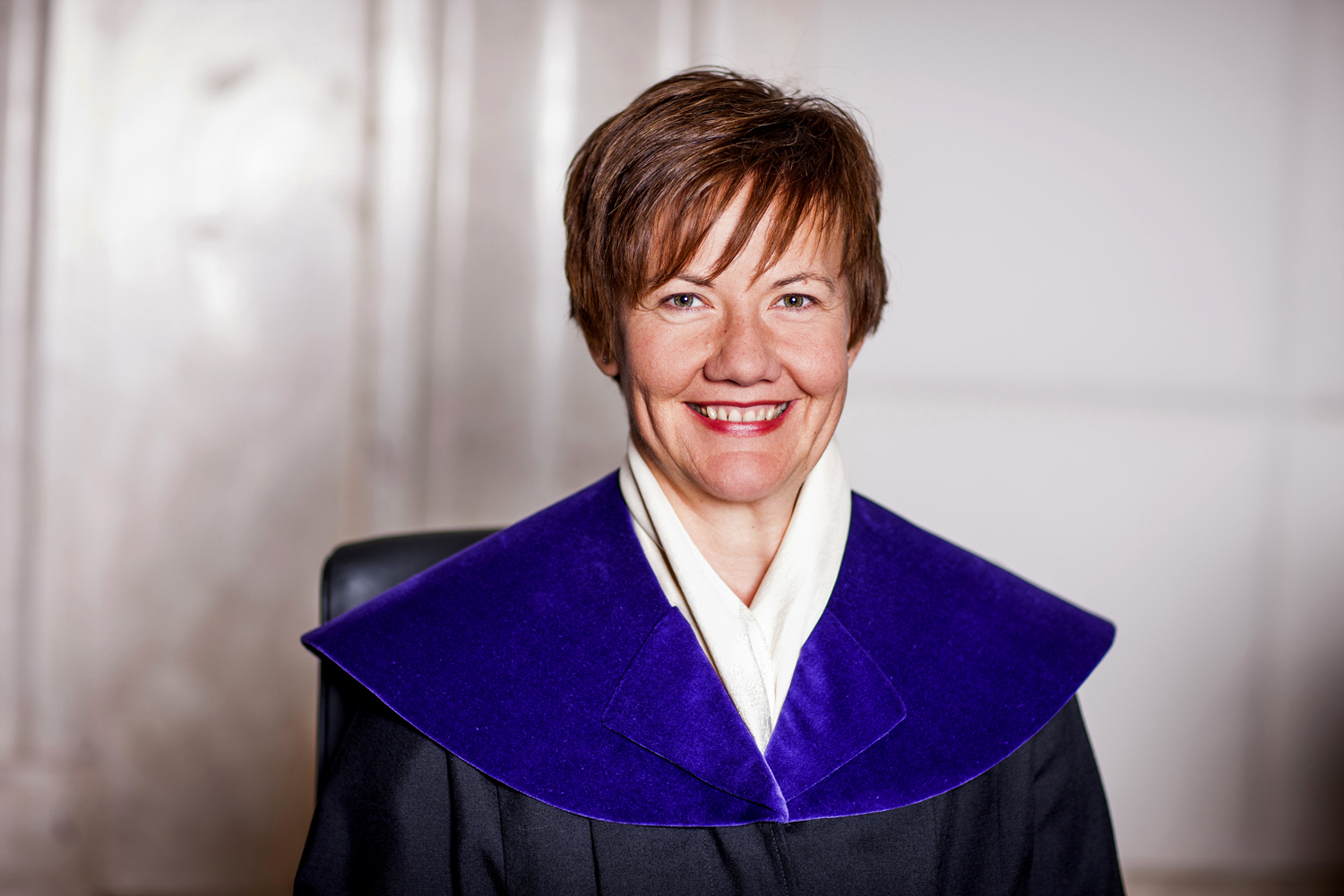
Ingrid Siess-Scherz (2012)

Ingrid Siess-Scherz (* 11. November 1965 in Wien) ist eine österreichische Juristin und Verfassungsrichterin. Siess-Scherz ist seit 2012 Richterin am österreichischen Verfassungsgerichtshof.

## Ausbildung
Ingrid Siess-Scherz wurde am 11. November 1965 in der österreichischen Bundeshauptstadt Wien geboren. Dort besuchte sie auch die Pflichtschulen und maturierte im Jahr 1984 am neusprachlichen Bundesgymnasium Wien XVI im 16. Wiener Gemeindebezirk Ottakring. Anschließend absolvierte sie von 1984 bis 1992 das Studium der Rechtswissenschaften an der Rechtswissenschaftlichen Fakultät der Universität Wien, wo sie im Jahr 1992 zum Doktor der Rechtswissenschaften (Dr.iur) promoviert wurde.

## Beruflicher Werdegang
Während ihrer Studienzeit an der Universität Wien war Ingrid Siess-Scherz zunächst Studien- und anschließend Vertragsassistentin am Institut für Staats- und Verwaltungsrecht bei Universitätsprofessor Heinz Mayer. Im Jahr 1991 absolvierte Siess-Scherz die Gerichtspraxis, bereits ab 1990 arbeitete sie zudem als Rechtsanwaltsanwärterin in der Kanzlei Schönherr Barfuß Torggler & Partner. 1992 wechselte sie schließlich in den öffentlichen Dienst und wurde im Verfassungsdienst des österreichischen Bundeskanzleramts tätig, wo sie ab 1997 Abteilungsleiterin und ab 2007 stellvertretende Leiterin der Sektion Verfassungsdienst war. Von 2008 bis 2012 war Ingrid Siess-Scherz Leiterin des Rechts-, Legislativ- und Wissenschaftlichen Dienstes in der Parlamentsdirektion des österreichischen Parlaments.
Neben ihrer hauptamtlichen Tätigkeit war Siess-Scherz auch in zahlreichen Funktionen im Bereich der Menschenrechte tätig, etwa von 1998 bis 2003 als Mitglied des Menschenrechtsbeirates im Bundesministerium für Inneres. In den Jahren von 2005 bis 2008 war sie Stellvertretende Prozessvertreterin der Republik Österreich vor dem Europäischen Gerichtshof für Menschenrechte und von 2005 bis 2006 Vorsitzende des Expertenkomitees des Europarats zur Verbesserung des Verfahrens (DH-PR) sowie von 2005 bis 2008 Mitglied des Büros des Leitungskomitees des Europarates für Menschenrechte (CDDH).
2012 wurde Ingrid Siess-Scherz auf Vorschlag der SPÖ von der Bundesregierung als neue Richterin am Verfassungsgerichtshof nominiert. Bundespräsident Heinz Fischer ernannte Siess-Scherz daraufhin am 20. Juni 2012 zur Verfassungsrichterin. Im Verfassungsgerichtshof ist sie derzeit als eine der ständigen Referenten tätig.